# 나카촌 (나가사키현)
나카촌(那賀村)은 나가사키현 이키군에 있던 촌이다. 

## 역사
- 1889년 4월 1일 - 정촌제 시행에 의해 이키군 나카촌이 성립하였다.
- 1955년 2월 11일 - 다가와정과 합병해 아시베정이 성립하여, 나카촌은 소멸하였다.

## 참고문헌
- 角川日本地名大辞典 42 長崎県
- 長崎県壱岐石田郡村要覧「那賀村」（1894年）国立国会図書館デジタルコレクション